# Tatort: Der Schächter
Der Schächter ist ein Fernsehfilm aus der Kriminalreihe Tatort. Der Film mit Eva Mattes als Kriminalhauptkommissarin Klara Blum wurde vom SWR unter der Regie von Jobst Oetzmann produziert und am 7. Dezember 2003 erstmals in Deutschland ausgestrahlt. Diese 550. Folge der Tatort-Reihe ist der vierte Fall von Klara Blum, die in einem Fall ermittelt, bei dem raffiniert ein orthodoxer Jude mit Indizien belastet wird.

## Handlung
Kriminalkommissarin Klara Blum wird während des Boulespiels mit Jakob Leeb und Edgar Rodammer zum Campingplatz gerufen, da dort angeblich eine Leiche gesichtet wurde. Der etwas minderbemittelte Campingplatz-Wirt Edgar begleitet Blum zum Bootshaus. Die Spurensicherung kann in den Holzplanken Menschenblut feststellen. Abends besucht Blum unter einem Vorwand Edgar, um einen Hinweis aus seinen vielen Notizen entnehmen zu können. Dort steht mehrmals „Grottenkreuz“ – und tatsächlich findet Blum dort im nahen Wald unter Ästen eine Leiche in eine Plastikfolie gehüllt. Nach ihrer Rückkehr mit Staatsanwalt Bux und der Spurensicherung ist alles verschwunden. Blum kommt bei Edgar nicht weiter, wobei nicht klar wird, ob der seine Einfalt manchmal auch simuliert. Edgars Bruder, der Hotelbesitzer Wolfgang Rodammer, kommt ihm zu Hilfe und richtet Blum aus, dass er Edgars Karteikarten und Messer an sich genommen hat.
Fotograf Singer gibt Blum ein Bild eines fremden Jungen, der sich bei ihm etwas hinzuverdienen wollte, aber seit Tagen nicht mehr zu sehen war. Blum darf endlich durch richterlichen Beschluss Edgars Karteikarten prüfen, stellt aber fest, dass nur Belangloses darin geschrieben steht. Im Vorgarten Jakob Leebs findet sie völlig offen die Leiche des Jungen in der Folie. Er wurde dem Anschein nach durch einen solchen Schnitt der Kehle getötet, wie er beim Schächten von Tieren angewandt wird. Da Leeb in einer jüdischen Gemeinde das Amt eines Schächters bekleidet, ist für den Staatsanwalt die Schuldfrage geklärt. Blum kann Leeb dazu bewegen, sich in der Rechtsmedizin die Leiche des Jungen anzusehen. Er erklärt, warum es sich nicht um einen Schächtschnitt handelt. Endlich gibt es einen Hinweis auf den toten Jungen, dessen Eltern noch im Urlaub auf Korsika weilen und der sich ohne ihre Erlaubnis teure Klamotten und einen Rottweiler gekauft hat.
Zeugenaussagen und das rechtsmedizinische Gutachten entlasten Leeb, der zuhause Drohanrufe erhält und sich unterwegs beobachtet fühlt. Blum erfährt von Singer, dass Edgar eine Hundephobie hat und wegen Tierquälerei als Kind in die Anstalt kam. Sie kommt nachts mit dem Rottweiler auf Edgars Campingplatz und kann ihn dadurch zum Geständnis bewegen. Sein Bruder hat die Leiche weggeschafft und in den Vorgarten gelegt sowie die weitere Beweisunterdrückung und Urkundenfälschung arrangiert.

## Rezeption

### Einschaltquoten
Die deutsche Erstausstrahlung von Der Schächter am 7. Dezember 2003 wurde in Deutschland insgesamt von 7,12 Millionen Zuschauern gesehen und erreichte einen Marktanteil von 20,40 Prozent.

### Kritiken
Die Kritiker der Fernsehzeitschrift TV Spielfilm werten: „Schwieriger Fall mit vorschnellen Schlüssen.“